# Leménil-Mitry
Leménil-Mitry – miejscowość i gmina we Francji, w regionie Grand Est, w departamencie Meurthe i Mozela.
Według danych na rok 1990 gminę zamieszkiwały 2 osoby, a gęstość zaludnienia wynosiła 1 osób/km² (wśród 2335 gmin Lotaryngii Leménil-Mitry plasuje się na 1032. miejscu pod względem liczby ludności, natomiast pod względem powierzchni na miejscu 1226.).

## Populacja

Populacja Leménil-Mitry w latach 1962–2008